# Église Saint-Laurent de Bouhet
L'église Saint-Laurent de Bouhet est une église située à Bouhet, dans le département français de la Charente-Maritime en région Nouvelle-Aquitaine.

## Historique
Cette église romane du XIIe siècle était le prieuré clunisien dépendant de l'abbaye Saint-Jean de Montierneuf de Poitiers. Elle est terriblement mutilée au cours des guerres de Religion. Elle ne comprend pratiquement plus aujourd’hui que le chœur et l'absidiole sud qui est transformée en sacristie. Malgré ses mutilations, l’abside romane de Bouhet est réputée être une des plus belles de l’Aunis.
L'église est classée au titre des monuments historiques par arrêté du 19 janvier 1911.

## Galerie

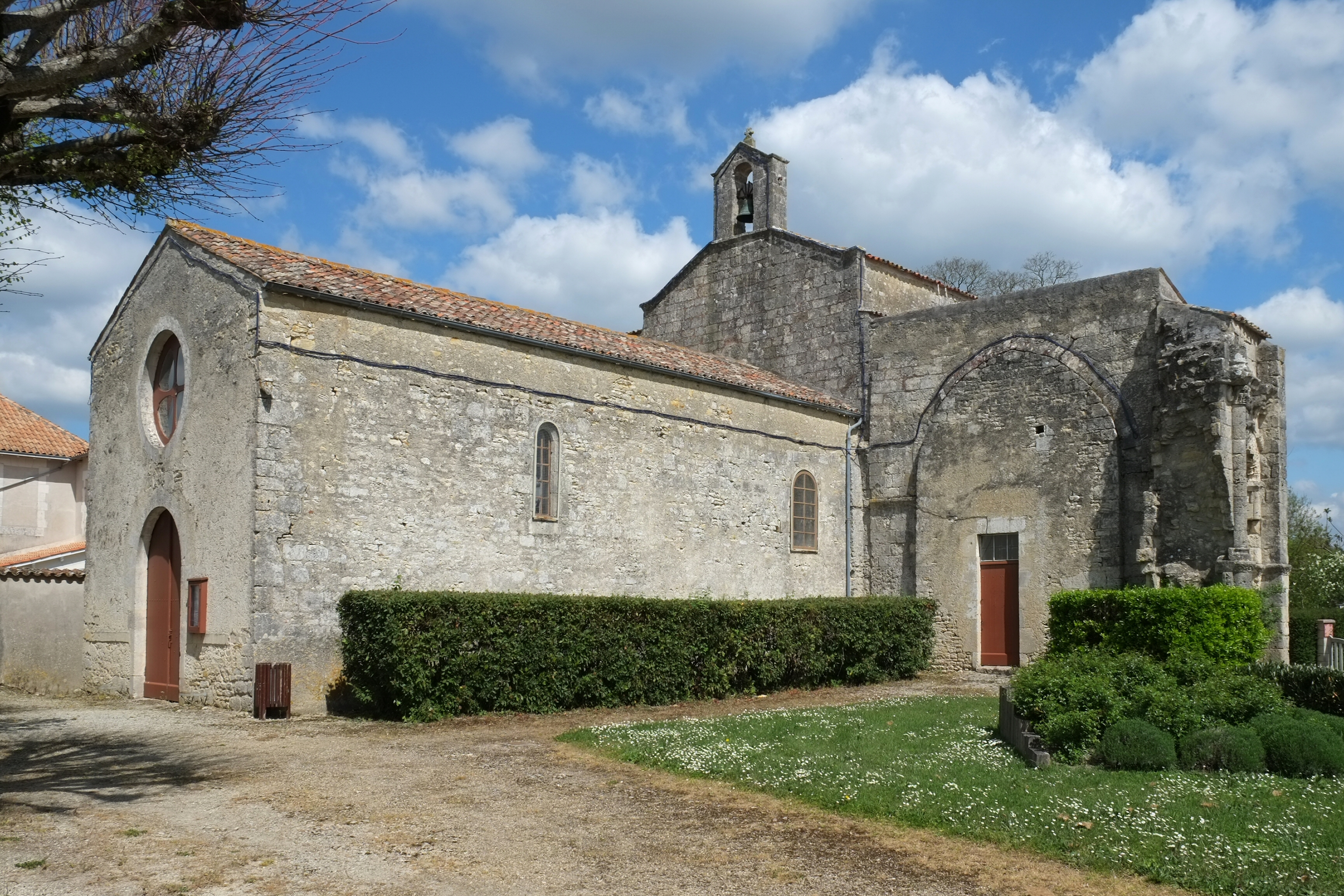
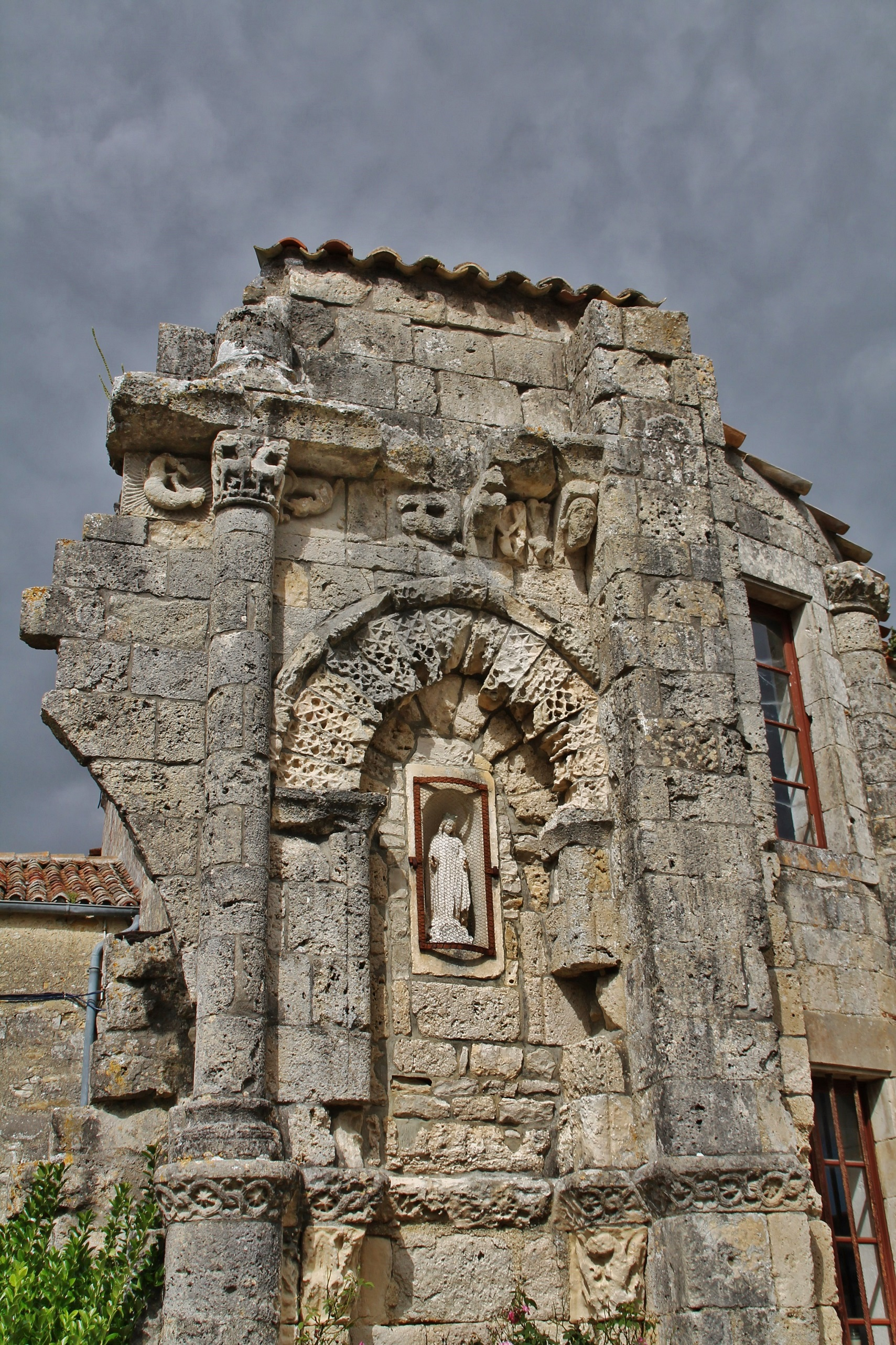
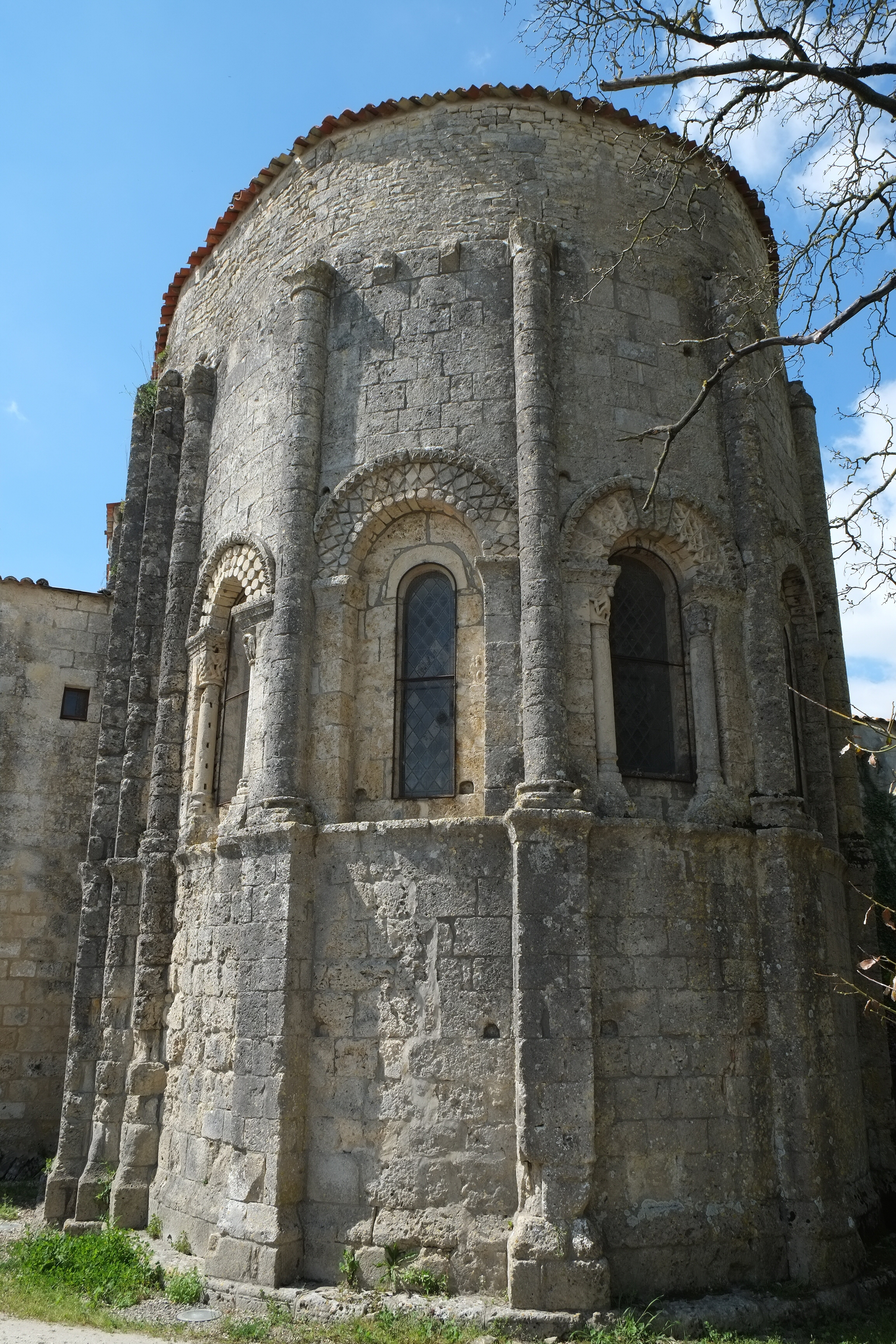
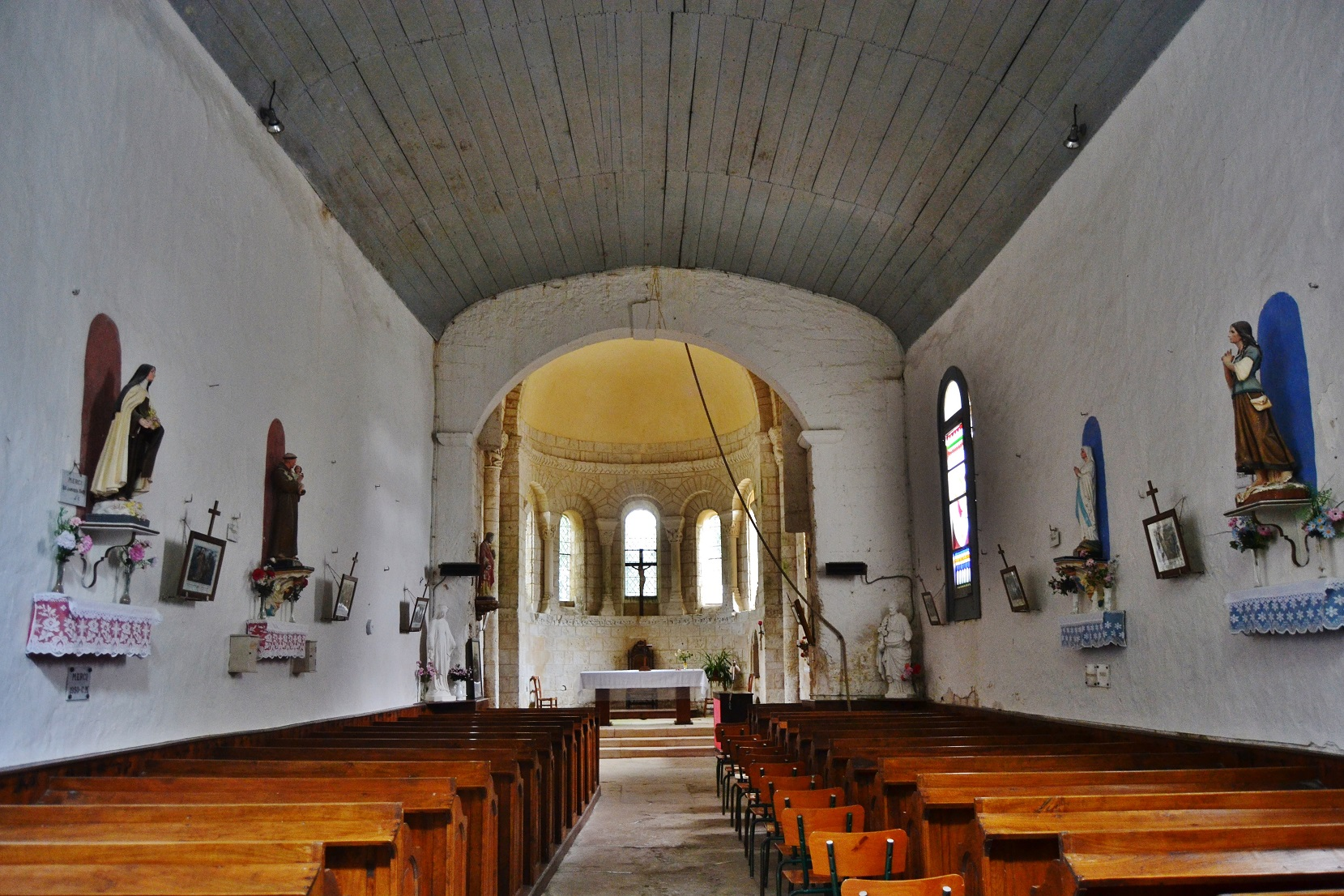
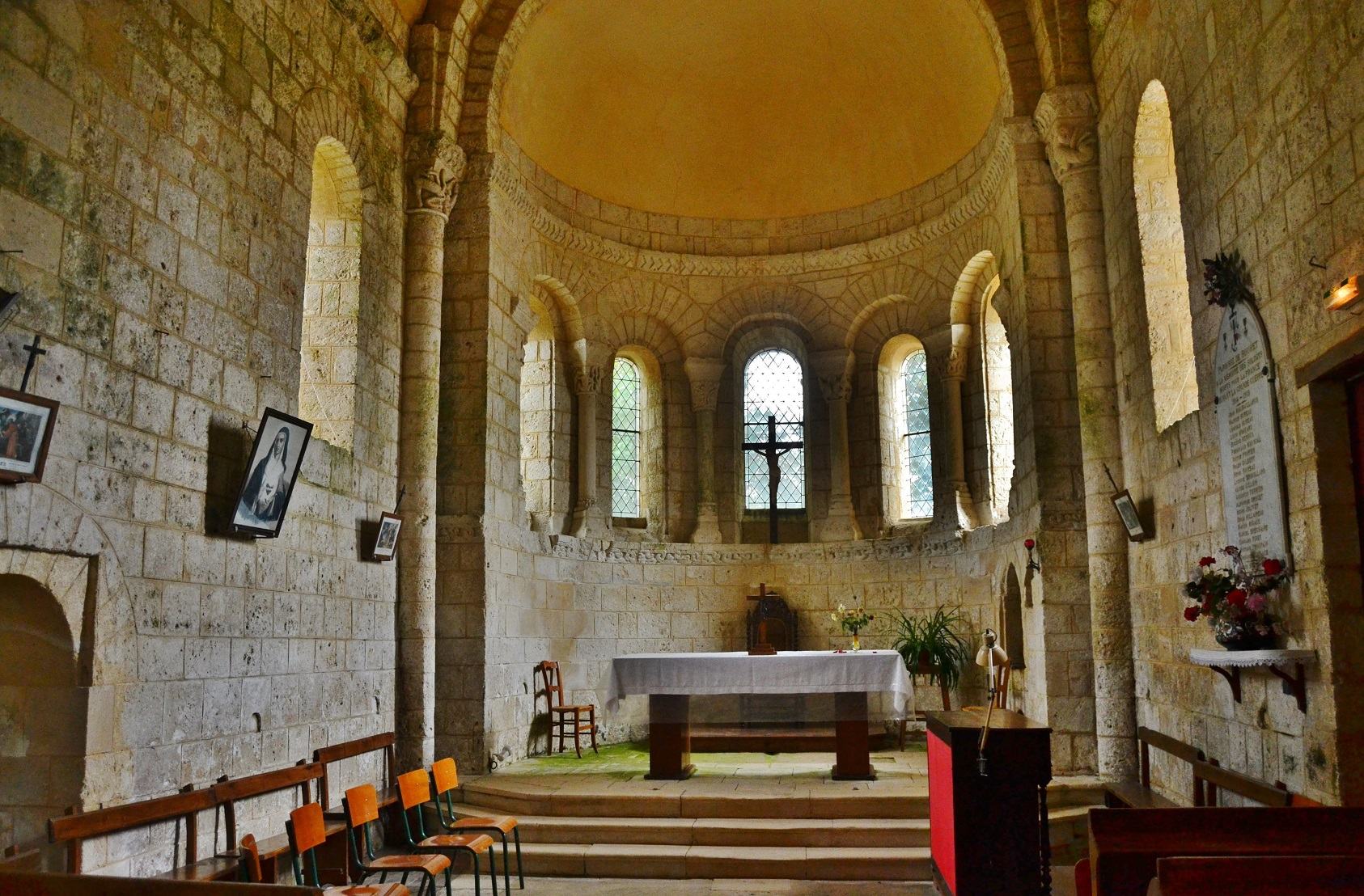